# 刘长胜故居

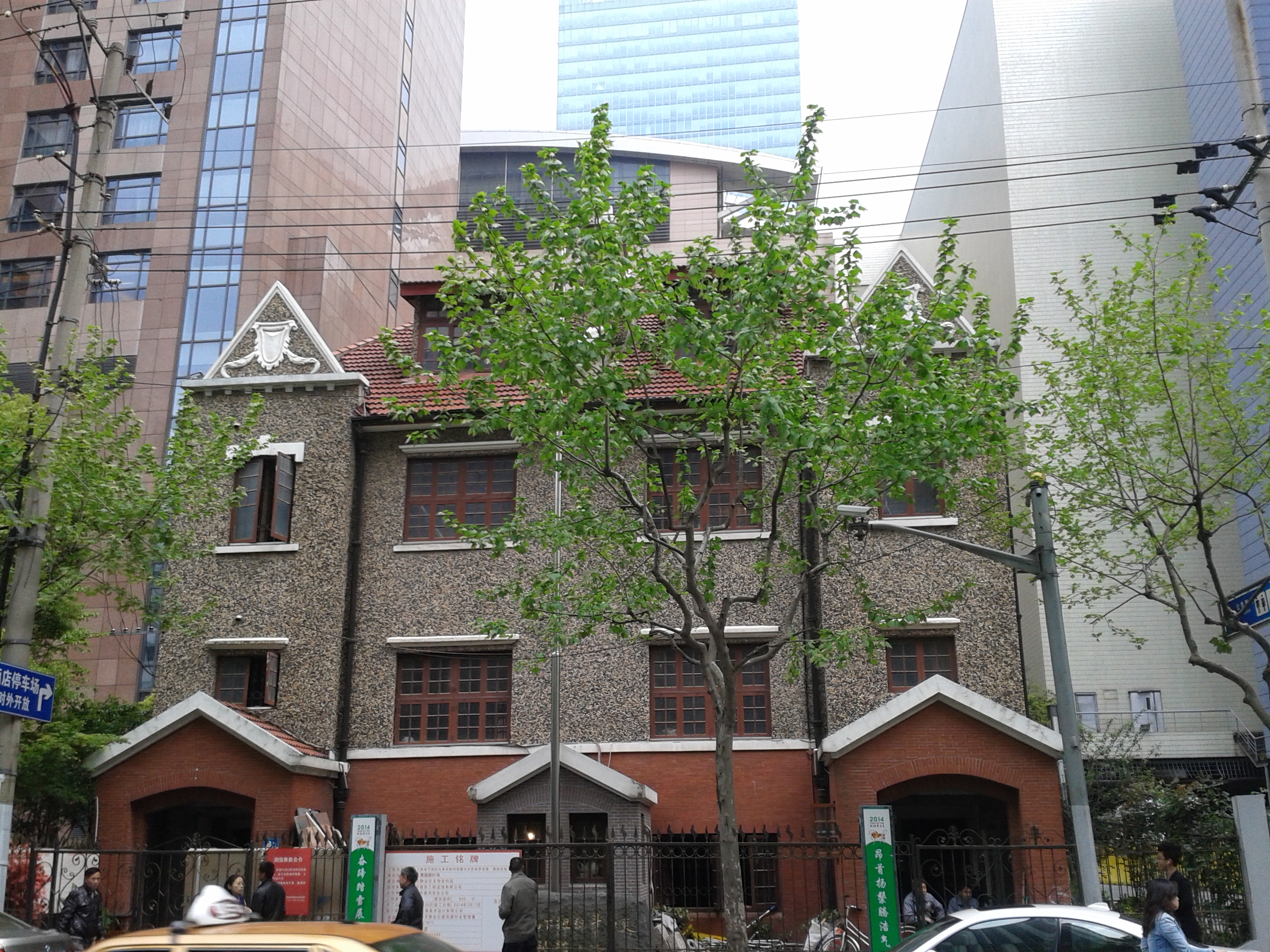

刘长胜故居是中国上海市的一处名人故居，位于静安区愚园路81号（愚园路东端南侧，近常德路）。该建筑建于1916年，1946年至1949年间为中共中央上海局副书记刘长胜的寓所，也是中共上海地方组织的指挥中心。
1992年，刘长胜故居被列为上海市文物保护单位 。2001年，在旧区改造中，该建筑整体自西向东平移了118米。2004年辟为“中共上海地下组织斗争史陈列馆暨刘长胜故居”对社会开放。陈列馆建筑面积约800平方米，共分四层，其中底层是复原的筹建左联的地点公啡咖啡馆。